# Las Lagunitas
Las Lagunitas är en ort i Mexiko.   Den ligger i kommunen Santa Catarina och delstaten San Luis Potosí, i den centrala delen av landet, 230 km norr om huvudstaden Mexico City. Las Lagunitas ligger 914 meter över havet och antalet invånare är 369.
Terrängen runt Las Lagunitas är kuperad åt nordost, men åt sydväst är den bergig. Terrängen runt Las Lagunitas sluttar österut. Runt Las Lagunitas är det ganska glesbefolkat, med 22 invånare per kvadratkilometer. Närmaste större samhälle är San Diego, 3,4 km nordost om Las Lagunitas. I omgivningarna runt Las Lagunitas växer huvudsakligen savannskog.